# Sybra bifuscopunctata
Sybra bifuscopunctata är en skalbaggsart som beskrevs av Stefan von Breuning 1960. Sybra bifuscopunctata ingår i släktet Sybra och familjen långhorningar.
Artens utbredningsområde är Sulawesi. Inga underarter finns listade i Catalogue of Life.